# Баєрка
Баєрка (пол. Bajerka) — річка- стариця в Польщі, у Цешинському повіті Сілезького воєводства. Права притока Вісли, (басейн Балтійського моря).

## Опис
Довжина річки 16,14 км, найкоротша відстань між витоком і гирлом — 13,78 км, коефіцієнт звивистості річки — 1,18 . Площа басейну водозбору 21,55  км². Формується декількома безіменними струмками та частково каналізована.

## Розташування
Бере початок з річки Вісли на околиці Погурже. Тече переважно на північний схід через Баєркі, Першцець, Ухиляни, Хибє і впадає у озеро Ґочалковицьке (річка Вісла).

## Галерея

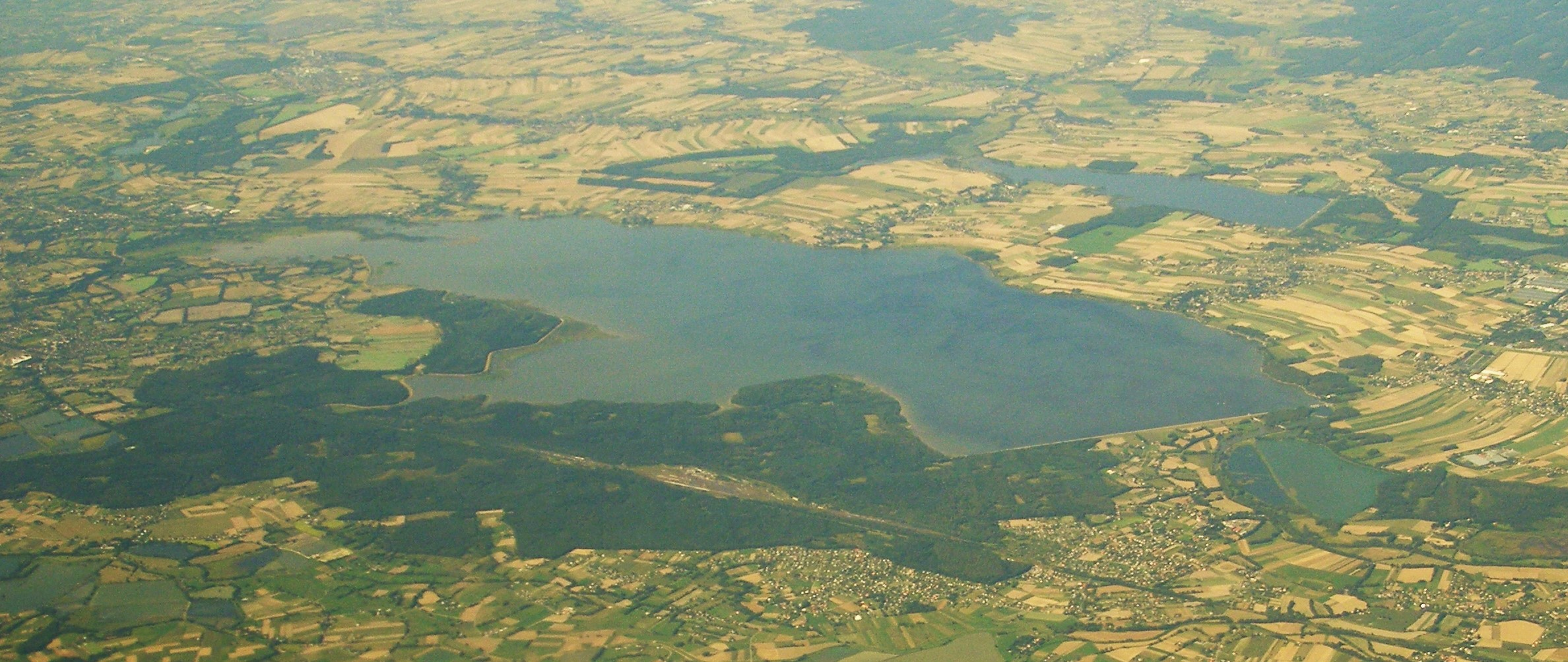

## Цікавий факт
У селі Хибє річку перетинає залізнична дорога. На лівому березі річки на відстані приблизно 3,27 км розташована залізнична станція Хибє